# 1,2-Bis(dichlorophosphino)éthane
Le 1,2-bis(dichlorophosphino)éthane est un chlorure organophosphoré de formule chimique Cl2PCH2CH2PCl2. C'est un liquide incolore précurseur de diphosphines chélatrices.
On l'obtient en faisant réagir de l'éthylène H2C=CH2, du phosphore blanc et du trichlorure de phosphore PCl3 :
3 C2H4 + 1⁄2 P4 + 4 PCl3 ⟶ 3 Cl2PCH2CH2PCl2.
Il réagit avec les réactifs de Grignard et les amines secondaires pour donner des ligands chélateurs. On l'utilise par exemple avec l'iodure de méthylmagnésium CH3MgI pour produire le DMPE :
Cl2PCH2CH2PCl2 + 4 CH3MgI ⟶ (CH3)2PCH2CH2P(CH3)2 + 4 MgICl.